# 산 (드라마)
《산》은 1997년 5월 12일 ~ 1997년 7월 15일까지 방영된 MBC 특별기획 드라마이다. 이 드라마는 70년대 마나슬루 등정에 목숨을 걸었던 산악인 김정섭의 다섯 형제 이야기 등 대한민국 산악사의 숱한 일화들을 원작자 박인식(산악인)이 구성하고 작가 박구홍이 거기에 살을 붙인 본격 산악 드라마이다. 산사람들의 무용담이나 다이내믹한 어드벤처가 아닌 끊임없이 산에 도전하는 인간의 의지를 그린 휴먼드라마이다.
배우 홍리나는 북한산 인수봉에서 촬영중 30m 가량의 아래로 떨어져 중상을 입는 사고를 당해 왼쪽 발목이 부러지고 얼굴과 허리 등 온몸에 심한 타박을 입었다.

## 등장 인물

### 주요 인물
- 감우성 : 최성규 역
- 천호진 : 최기태 역
- 박찬환 : 최정태 역. 성규의 아버지
- 김상중 : 최우태 역
- 최종환 : 상훈 역
- 김미숙 : 숙희 역. 성규의 어머니
- 홍리나 : 다희 역
- 김현아 : 남희 역
- 김지수 : 이수정 역
- 박세준 : 시우 역
- 조재현 : 동복 역
- 김성령 : 미옥 역
- 이현균 : 어린 최성규
- 김동완 : 어린 시우
- 이영준
- 한소현

### 주변 인물
| - 박영규 - 하재영 : 오선생 역 - 이종만 - 이희도 - 정명환 - 양금석 : 찬민 모 역 - 박영지 : 최영달 - 나문희 : 기태 모 - 이성재 : 현우 - 최병학 - 서갑숙 - 이신원 - 나영진 - 송경철 | - 최성철 - 강상구 - 이경심 - 남영진 - 김영석 - 김선동 - 구보석 - 김승현 - 김명현 - 김양욱 - 김진구 - 이도련 - 손건우 - 주호성 | - 정은수 - 최재호 - 최재형 - 원지예 - 장기백 - 이재연 - 손종범 - 김민영 - 배중식 - 이시운 - 송영웅 - 김현석 - 이승우 - 이도재 | - 민홍기 - 이도재 - 김흥수 - 최범호 - 주현 - 유태호 - 유준석 - 윤용현 - 김세민 - 구혜진 - 이천희 - SONAM PALMO |

## 제작진
- 기획 : 박복만
- 연출 : 정운현
- 원작 : 박인식
- 극본 : 박구홍
- 미술 : 송재희
- 편집 : 신현귀, 최윤석, 조화자
- 카메라 : 김종진, 김영규, 정영선

## 에피소드
제1화 골드라인
제2화 형제
제3화 아버지
제4화 안나푸르나
제5화 친구
제6화 산문
제7화 산꾼
제8화 꽃반지
제9화 흑산도
제10화 토왕폭
제11화 알프스
제12화 여동복
제13화 에베레스트
제14화 조난
제15화 등정의혹
제16화 산길
제17화 해후
제18화 원정
제19화 카라반
제20화 정상(최종회)

## 같이 보기
- 히말라야 (영화)